# Роуэлл, Виктория
Виктория Роуэлл (англ. Victoria Rowell; род. 10 мая 1959 или 1960, Портленд, Мэн) — американская актриса, известная по роли в телесериале «Диагноз: убийство» (1993—2002) и мыльной опере «Молодые и дерзкие» (1990—2007).

## Жизнь и карьера
Виктория Роуэлл родилась в Портленде, штат Мэн, и получила образование профессиональной балерины, прежде чем стать актрисой. Впервые на телевидении она появилась в ситкоме «Шоу Косби», после чего получила роль уличной танцовщицы Дракуллы Уинтерс в дневной мыльной опере «Молодые и дерзкие».
В 1993 году Роуэлл, снимаясь в дневной мыльной опере, смогла получить роль Аманды Бентли, одного из центральных персонажей в прайм-тайм сериале «Диагноз: убийство» напротив Дика Ван Дайка. Роуэлл одновременно снималась в «Диагноз: Убийство» и «Молодые и дерзкие», а между этим появлялась в кино, в таких фильмах как «Достопочтенный джентльмен», «Полное затмение» и «Тайные грехи отца». Роль в мыльной опере принесла ей одиннадцать премий NAACP, а также три номинации на Дневную премию «Эмми» и похвалу со стороны зрителей мыльных опер. Она покинула «Молодые и дерзкие» в 1998 году, работая лишь в «Диагноз: Убийство» вплоть до его финала в 2002 году, после чего повторила свою роль в двух телефильмах-сиквелах.
В 2002 году Роуэлл на регулярной основе вернулась в «Молодые и дерзкие». Она покинула мыло в начале 2007 года, так как не была довольна расистскими сюжетными линиями. С тех пор она снялась в нескольких низкобюджетных фильмах, а также начала карьеру писательницы детских книг.
В 1989—1990 года Роуэлл была замужем за Томом Фэхи. В этом браке Роуэлл родила своего первого ребёнка, дочь Майу Фэхи. В 1990—1997 года они состояла в фактическом браке с трубачом Уинтоном Марсалисом. В этом браке Роуэлл родила своего второго ребёнка — сына Джаспера Армстронга Марсалиса. С 27 июня 2009 года Роуэлл замужем во второй раз за художником Рэдклиффом Бэйли, который подал на развод с ней в январе 2014 года.

## Фильмография

### Телевидение
- Как вращается мир (дневная мыльная опера, 1988)
- Шоу Косби (2 эпизода, 1989—1990)
- Голова Германа (2 эпизода, 1991—1993)
- Диагноз: убийство (179 эпизодов, 1993—2002)
- Молодые и дерзкие (дневная мыльная опера, 1990—1998, 2000, 2002—2007)
- Говорящая с призраками (1 эпизод, 2010)
- Закон и порядок: Специальный корпус (2 эпизода, 2013—2014)

### Фильмы
- Леонард шестой (1987)
- Достопочтенный джентльмен (1992)
- Полное затмение (телефильм, 1993)
- Тайные грехи отца (телефильм, 1994)
- Тупой и ещё тупее (1994)
- Не называй меня малышкой (1996)
- Пристанище Евы (1997)
- Праздник всех святых (телефильм, 2001)
- Безжалостный город (телефильм, 2002)
- Без предупреждения (телефильм, 2002)
- Чёрный список (2003)
- Мотивы (2004)
- Идеальный вариант (2005)
- Дом храбрых (2006)